# Kári á Rógvi
Kári á Rógvi (Tórshavn, 1973. május 4. – 2015. február 14.) feröeri politikus, a Sjálvstýrisflokkurin tagja.

## Pályafutása
2009-ben szerzett jogi diplomát az Izlandi Egyetemen. Előtte postásként, önálló vállalkozóként, illetve ügyvédbojtárként dolgozott. Oktatott a Feröeri Egyetem történelem- és társadalomtudományi tanszékén, de előadott az Izlandi Egyetemen és az Akureyri Egyetemen is.
2008-ban választották a Løgting tagjává.

## Magánélete
Feleségével és gyermekükkel együtt Tórshavnban élt.

## Fordítás
- Ez a szócikk részben vagy egészben a Kári á Rógvi című norvég Wikipédia-szócikk ezen változatának fordításán alapul.  Az eredeti cikk szerkesztőit annak laptörténete sorolja fel. Ez a jelzés csupán a megfogalmazás eredetét és a szerzői jogokat jelzi, nem szolgál a cikkben szereplő információk forrásmegjelöléseként.